# Университет Феррары
Университет Феррары (итал. Università degli Studi di Ferrara, аббревиатура: UniFe) — государственное учебное заведение в городе Феррара (Эмилия-Романья, северная Италия), один из старейших университетов Европы, чья история прослеживается с XIV века. Статус университета получил в 1391 году.
Общее число студентов: около 22 000 (на 2019 год, включая студентов трёхлетних и разовых курсов), из них более 1000 иностранцев. Количество факультетов: 8. В штате университета около 1600 человек, в том числе 1137 научных сотрудников (данные за 2017/2018 учебный год). Считается одним из престижных учебных заведений, особенно в области физики. Входит в состав Ассоциации университетов Европы (European University Association, EUA).
Итальянский комитет CIVR (Comitato di Indirizzo per la Valutazione della Ricerca), согласно публичному отчету 2007 года, оценил Университет Феррары как лучший итальянский университет по части  прикладных исследований. CIVR принял во внимание многочисленные данные, такие как патенты, зарегистрированные в Италии и за рубежом, исследовательское сотрудничество между университетским бизнесом и дополнительным образованием.

## История
Университет Феррары был основан 4 марта 1391 года маркизом Альберто V д’Эсте с разрешения папы Бонифация IX. Открытие университета состоялось в День Святого Луки (18 октября) того же года, действовали кафедры юриспруденции, искусства и теологии. Университету Феррары были предоставлены те же привилегии, что и старейшим университетам в Болонье (основан в 1088 году) и Париже (основан в 1170 году), Местом расположения университета, начиная с 1567 года, стало «Палаццо Парадизо», арендованное у кардинала Ипполито II д'Эсте. Спустя всего три года экономические трудности вынудили университет закрыться. Только в 1402 году Никколо III д’Эсте, преемник Альберто V, возобновил работу университета, привезя в Феррару нескольких престижных преподавателей. 
В 1598 году, Феррара подпала под прямой контроль Папской области, и университет утратил статус интеллектуального центра. В период наполеоновских войн, в 1797 году произошло восстановление, в частности, в университете была создана в Европе первая кафедра конституционного права под руководством Джузеппе Компаньони. В 1816 году действовали факультеты права, медицины, науки и философии.
После объединения Италии Университет Феррары стал бесплатным университетом с факультетами права, математики, фармацевтики, нотариата, трёхлетним курсом медицины (сокращённым до двух лет в 1863—1864 годах), а также ветеринарной медицины (упразднён в 1876 году).
До Первой мировой войны университет насчитывал порядка 500 студентов, что ставило его на первое место среди бесплатных университетов Италии. Сегодня в университете обучается около 18 000 студентов, которым ежегодно присуждается около 400 степеней.
После Второй мировой войны университет получил значительную государственную поддержку, что позволило открыть дополнительные факультеты и исследовательские отделы. Наиболее заметный рост произошёл в период между 1970-ми и 1980-ми годами.

## Структура
В университете 8 факультетов.
- Архитектура
- Экономика
- Инженерия
- Гуманитарные науки
- Право
- Естественные науки
- Математика и информатика
- Медицина, фармацевтика и профилактика заболеваний

По состоянию на 2014 год, существуют 12 учебных курсов, организованных вокруг специального института повышения квалификации,

## Галерея
- Университет Феррары
- Памятник Альберто д'Эсте
- Старое здание университета
- Главный вход
- Факультет искусств и философии

## Известные преподаватели и выпускники
- Альберти-Казеллати, Мария Элизабетта
- Ариосто, Лудовико
- Бразавола, Антонио Муза
- Бьянкини, Джованни
- Гуарино да Верона
- Дзамбони, Паоло
- Джиральди, Чинцио
- Кальканьини, Челио
- Коперник, Николай
- Кремонини, Чезаре
- Лузитано, Амато
- Парацельс
- Патрици, Франческо
- Пий VI (папа римский)
- Пико делла Мирандола, Джованни
- Пильюччи, Массимо
- Савонарола, Джироламо
- Саффи, Аурелио
- Фаллопий, Габриеле
- Феррари, Микеле